# Leptochiton matthewsianus
Leptochiton matthewsianus är en blötdjursart som först beskrevs av Bednall 1906.  Leptochiton matthewsianus ingår i släktet Leptochiton och familjen Leptochitonidae. Inga underarter finns listade i Catalogue of Life.